# Penthouse Hot Numbers
Penthouse Hot Numbers is een computerspel dat werd ontwikkeld door reLINE Software en uitgegeven door Magic Bytes. Het spel kwam in 1992 uit voor DOS en een jaar later voor de Commodore Amiga. 

## Platforms
| Jaar | Platform |
| ---- | -------- |
| 1992 | DOS      |
| 1993 | Amiga    |

## Ontvangst
| Beoordeeld door       | Platform | Datum      | Score |
| --------------------- | -------- | ---------- | ----- |
| PC Player (Duitsland) | DOS      | april 1993 | 30%   |
| Amiga Joker           | Amiga    | maart 1993 | 28%   |
| Power Play            | DOS      | mei 1993   | 28%   |